# Isole Vergini Americane ai Giochi della XXIII Olimpiade
Le Isole Vergini Americane parteciparono ai Giochi della XXIII Olimpiade, svoltisi a Los Angeles, Stati Uniti, dal 28 luglio al 12 agosto 1984, con una delegazione di 29 atleti impegnati in sette discipline.